# Чарна-Бялостоцка (гмина)
Чарна-Бялостоцка (пол. Czarna Białostocka) — городско-сельская гмина в Польше, входит как административная единица в Белостокский повет Подляского воеводства. Население — 11 842 человек (на 2011 год).

## Демография
Данные по переписи 2011 года:
| Перепись            | Всего | Мужчины | Женщины |
| ------------------- | ----- | ------- | ------- |
| Всего               | 11842 | 5756    | 6086    |
| Городское население | 9774  | 4713    | 5061    |
| Сельское население  | 2068  | 1043    | 1025    |

## Поселения
1. Бжозувка-Коронна
2. Бжозувка-Стшелецка
3. Бжозувка-Земяньска
4. Будзиск
5. Бурчак
6. Хмельник
7. Чарна-Бялостоцка
8. Чарна-Весь-Косьцельна
9. Чумажувка
10. Двожиск
11. Хороднянка
12. Хутки
13. Есениха
14. Езежиск
15. Карчмиско
16. Климки
17. Косматы-Борек
18. Кшижики
19. Ляцка-Буда
20. Лапчин
21. Лазаж
22. Махнач
23. Немчин
24. Огулы
25. Олешково
26. Осеродек
27. Осьродек
28. Подбжозувка
29. Подратовец
30. Подзамчиск
31. Понуре
32. Пшевалянка
33. Ратовец
34. Рогозиньски-Мост
35. Руда-Жечка
36. Рудня
37. Страж
38. Вильча-Яма
39. Вулька-Ратовецка
40. Замчиск
41. Здрое
42. Злота-Весь
43. Злоторя

## Соседние гмины
1. Гмина Добжинево-Дуже
2. Гмина Янув
3. Гмина Ясёнувка
4. Гмина Кнышин
5. Гмина Корыцин
6. Гмина Сокулка
7. Гмина Супрасль
8. Гмина Василькув